# Nobres
Nobres este un oraș în Mato Grosso (MT), Brazilia.